# Banco Crediticio de Moscú
El Banco Crediticio de Moscú o Banco de Crédito de Moscú (en ruso: Московский кредитный банк) es un banco ruso fundado en 1992 que opera en Moscú y el Óblast de Moscú.
En el período 2008-2015, el Banco de Crédito de Moscú subió del puesto 66 al 12 en términos de activos en la clasificación de los bancos rusos. Sus fondos aumentaron 20 veces y alcanzaron 115 mil millones de rublos. En 2016, entró en el top 10 de los principales bancos rusos.
En septiembre de 2017, el Banco de Crédito de Moscú ocupa el noveno lugar entre los bancos rusos por activos. Ahora el Banco de Crédito de Moscú es el banco regional privado más grande de Rusia. Está en la cima de los bancos de mayor importancia sistémica.

## Historia
A finales de 2020, el banco actuó como organizador de un préstamo de 5.775 millones de euros para Trafigura  en su acuerdo para adquirir una participación del 10% en el proyecto ártico Vostok Oil de Rosneft.
En marzo de 2021, MKB compró el banco comercial industrial "Koltso Urala" (Anillo de los Urales), controlado por la Compañía Minera y Metalúrgica de los Urales. El acuerdo está valorado en 5.700 millones de rublos (unos 770 millones de dólares). El Banco seguirá prestando servicios a las actividades del UMMC.
En la lista Forbes de los mejores bancos del mundo, publicada en abril de 2021, el Banco de Crédito de Moscú ocupa el segundo lugar entre los bancos rusos.
En julio de 2021, S&P mejoró la calificación crediticia de MKB de BB− a BB con perspectiva estable. "MKB ha demostrado la estabilidad de su negocio en una situación de mercado inestable, como lo demuestran sus indicadores de pérdidas crediticias y sus indicadores de calidad de activos", dijo la agencia en un comunicado.
En 2021, el banco obtuvo una ganancia de 29 mil millones de rublos, en 2022, 8,7 mil millones de rublos. No se han pagado dividendos a los accionistas desde 2019.
En 2023, varias fuentes anónimas informaron que el banco decidió cambiar su estrategia y reorientarse del mercado minorista al corporativo. Se espera que la estrategia se presente en otoño de 2023. El Banco de Crédito de Moscú desmintió esta información. Según el comunicado oficial de la oficina de prensa del banco, continuará desarrollando áreas de inversión tanto minorista como corporativa.